# Luna Amară
Luna Amară (с рум. — «Горькая луна») — румынская рок-группа из Клуж-Напоки, Трансильвания. По состоянию на 2018 год коллектив выпустил 4 полноформатных релиза, 1 мини-альбом и 1 концертную запись.

## История
Группа была основана в сентябре 1999 года под названием Tanagra Noise и включала в себя Mihnea Blidariu (вокал, труба, ритм-гитара), Nick Făgădar (вокал, ритм-гитара), Sorin Moraru (бас-гитара), Răzvan Ristea (ударные) и Șerban-Onțanu Crăciun (соло-гитара). В 2000 году группа взяла своё нынешнее название, позаимствовав его из одноимённого фильма Романа Полански, который в свою очередь был снят по одноимённому роману Паскаля Брюкнера. В своём творчестве музыканты сочетают прогрессивный метал и альтернативный рок. Luna Amară первая группа в Румынии, которая стала использовать трубу в качестве одного из инструментов.
Члены группы пытаются продвигать идею современного европейского общества в Румынии, поэтому их тексты зачастую несут в себе политические заявления. Также, коллектив принимает активное участие в экологических проектах, таких как «Сохрани Vama Veche» (защита находящихся под угрозой исчезновения морских коньков), «Сохрани Roşia Montană» (защита дикой природы и естественного окружения в горной местности от загрязнения цианидами), и в проектах социальной осведомленности, таких как «Голосуй за них», созданном для того, чтобы убедить молодых людей в необходимости голосования.
В настоящее время Luna Amară является одной из самых успешных групп Румынии. Они были самым продаваемым коллективом в национальной сети музыкальных магазинов (Hollywood Music & Film) с июля по сентябрь 2004 года. Их синглы Folclor, Gri Dorian, Roşu aprins и Ego nr. 4 попадали на вершину чартов местных радиостанций по всей стране.
В январе 2006 года музыканты выпустили альбом Loc Lipsă, проведя сорокадневный тур, выступая в клубах и на открытых площадках по всей Румынии, а также в Нидерландах, Германии, Болгарии и Турции. Второй раз подряд коллектив был приглашён выступить на фестивале Сигет в Будапеште, Венгрия.
После двух отлично разошедшихся альбомов, в 2009 года группа записывает третий, Don’t Let Your Dreams Fall Asleep, где была особо подчёркнута акустическая сторона звучания. Альбом содержит 9 песен на английском языке и 3 на румынском. Альбом был положительно отмечен в таких журналах, как Dilema Veche, а сингл «Chihlimbar» оставался номером один в нескольких местных чартах на протяжении четырёх недель в июне и июле 2009 года.

## Состав
Текущий состав
- Mihnea Blidariu — вокал, труба, ритм-гитара
- Nick Făgădar — вокал, ритм-гитара
- Sorin Moraru — бас-гитара
- Răzvan Ristea — ударные
- Andrei Boțan — соло-гитара

Бывшие участники
- Mihnea Andrei Ferezan
- Vali Deac
- Petru Gavrila
- Gheorghe Farcaș

## Дискография
Студийные альбомы
- Asfalt (2004)
- Loc Lipsă (2006)
- Don't Let Your Dreams Fall Asleep (2008)
- Pietre În Alb (2011)

Мини-альбом
- Aproape (2016)

Концертный альбом
- Live la Conti (2014)